# 나세르 병원
나세르 병원(Nasser Hospital)은 팔레스타인 가자 지구에서 가장 큰 병원 중 하나였다.
2024년 2월 18일 기준 이 병원은 더 이상 운영되지 않는다. 가자 전쟁 동안 나세르는 가자 지구 남부의 칸유니스에서 마지막으로 운영된 병원 중 하나였으며, 가자 전체에서 마지막으로 운영된 병원 중 하나였다.

## 역사
1957년 이집트가 가자 지구를 점령하는 동안 이집트 당국은 1940년대에 영국 위임 통치 정부가 설립한 검역 및 열병 병원 부지에 나세르 병원을 건설했다. 이 병원은 1960년에 문을 열었고 전 이집트 대통령 가말 압델 나세르의 이름을 따서 명명되었다.
1972년에 병원은 건설을 위해 문을 닫았고 병상 수가 112개에서 두 배로 늘어났다. 1974년 2월에 재개관했다. 1984년 12월 이스라엘 당국은 오염으로 인해 정형외과 부서를 폐쇄하고 그 활동을 알시파 병원으로 이전했다.